# Esterigma

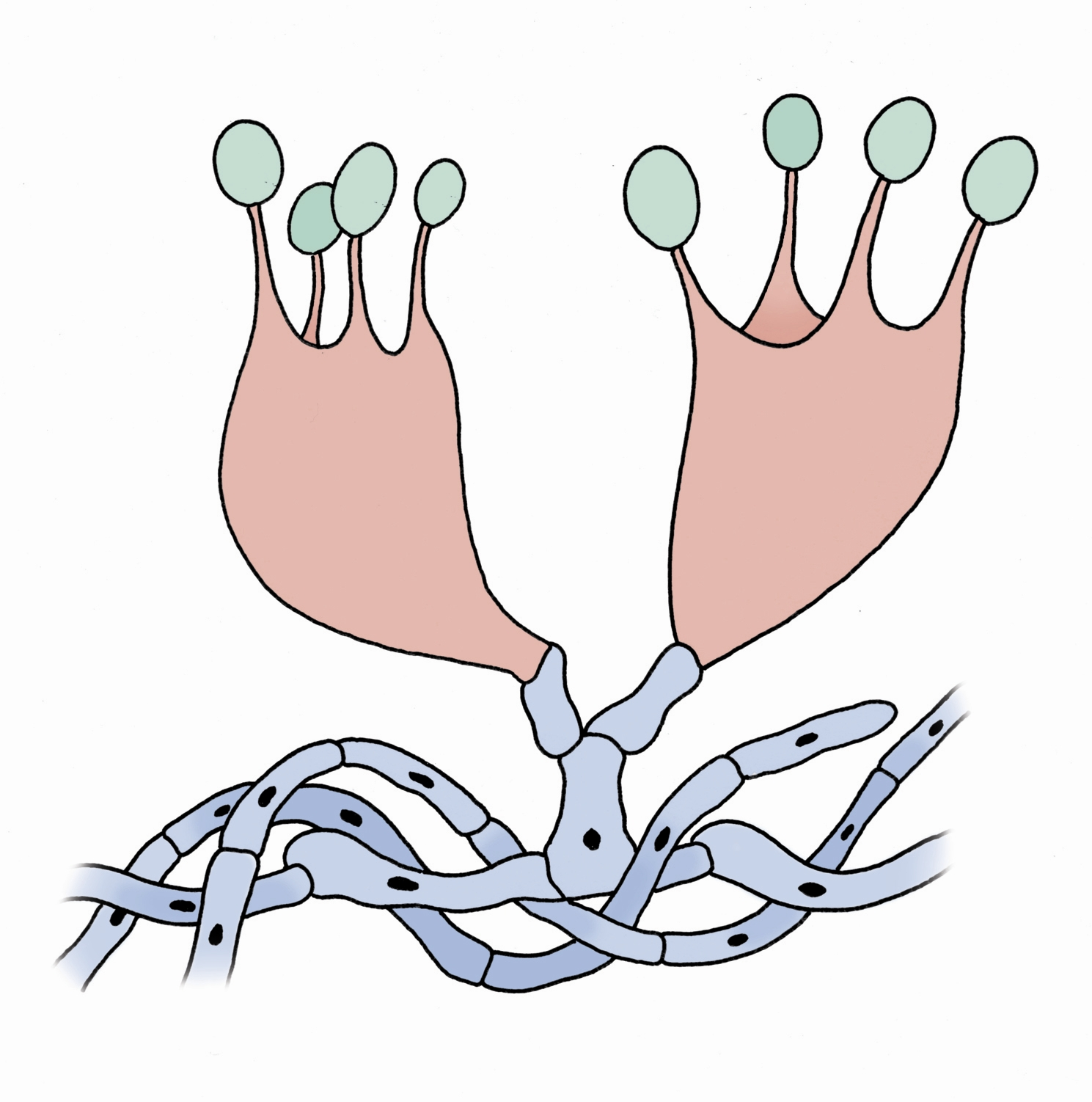

O esterigma é uma extensão do basídio (célula geradora de esporos) em fungos da divisão Basidiomycota, que consiste numa base e um filamento tendo um apêndice de esporos de ponta fina. Eles são formados no basídio a medida que se desenvolvem e sofrem meiose, resultando na formação de quatro núcleos. Estes núcleos migram gradualmente para o topo do basídio, e um núcleo irá migrar para dentro de cada esporo na ponta de cada esterigma.